# David Dénéréaz
David Dénéréaz, né le 15 octobre 1889 à Vevey, mort le 1er janvier 1971 à Vevey est une personnalité politique suisse membre du parti radical-démocratique.

## Biographie
Après avoir suivi des études de droit à Lausanne et Munich, il ouvre une étude de notaire dans sa ville natale en 1916. 
Sur le plan politique, il est élu au Grand Conseil du canton de Vaud de 1925 à 1933 puis de 1937 à 1953, ainsi qu'à la syndicature de Vevey de 1938 à 1960. Il est également élu au conseil national en 1930 avant de devoir se désister une année plus tard après avoir été victime de diffamations.
Il préside l'Union des communes vaudoises de 1948 à 1960 et est Abbé-Président de la Fête des vignerons de 1955.